# Blueset
Blueset var ett rockband från Södertälje.
Medlemmar var Kenth Loong (gitarr, sång), Björn Åkerblom (saxofon), Ingemar Linder (bas), Claes Jansson (trummor) och Mikael Olofsson (bas, sång). Bandets enda album, som utgavs genom Katrineholms Musikbolag (KMB), innehåller tung rock, men även tolkningar av Ludvig van Beethovens "Für Elise" och folkvisan "Trettondagsmarschen". Singlarnas låtar ingår inte i albumet. Duon Charlie & Esdor blev medlemmar i bandet 1972, men medverkar inte på någon inspelning.

## Diskografi
Studioalbum
- 1974 – Rock Machine (KMB 740103)

Singlar
- 1970 – "Honkytonk Blues" / "Killing Floor" (Efel SE12)
- 1970 – "Midnight Rambler" / "The Band" (Efel SE16)
- 1974 – "Proud to Be a Rock 'n' Roller" / "One Night" (KMB 7407)